# Rune Bratseth
Rune Bratseth (n. 19 mai 1961 în Trondheim) este un fost un jucător norvegian de fotbal. A fost numit în 2003 Jucătorul de aur de Asociația Norvegiană de Fotbal, cu semnificația că a fost cel mai bun din țară în ultimii 50 de ani. Bratseth este cel mai bine cunoscut ca libero al lui Werder Bremen.

## Cariera la club
Norvegianul și-a început cariera la Rosenborg în 1984, unde a stat doar 2 ani, după care a venit la Werder Bremen. Imediat după sosire el a devenit o piesă a succesului în Bundesliga. Bratseth a cucerit pentru prima dată un titlu cu germanii în sezonul 1987-1988, când a ajuns campion. El a fost un coordonator al lui Bremen în drumul spre finala cupei din 1989-1990 și de asemenea la câștigarea ei în 1991, eliminând-o pe FC Köln.
Punctul culminant al carierei sale a fost câștigarea Cupa Cupelor UEFA, din anul 1992 în urma unei victorii cu 2-0 în fața clubului din campionatul francez AS Monaco. Tot în acel sezon de aur a venit și triumful din campionat. Rune Bratseth s-a retras în 1995, cu 230 de partide jucate în Bundesliga și 12 goluri (ca libero).

### Cariera la echipa națională
Rune a fost un fotbalist de care naționala Norvegiei ar avea nevoie și acum, datorită siguranței defensive pe care o asigura. El a debutat la selecționată în 1986 și a fost căpitanul acesteia la Campionatul Mondial de Fotbal din 1994. În total a acumulat 60 de convocări la echipa națională.

## După retragere
După retragere, scandinavul a început o carieră de management, devenind directorul echipei lui de baștină, Rosenborg. Bratseth a reușit un parteneriat de succes cu antrenorul Nils Arne Eggen, și a făcut clar gruparea din Trondheim cea mai bună echipă norvegiană.